# Пођо (Рим)
Пођо је насеље у Италији у округу Рим, региону Лацио.
Према процени из 2011. у насељу је живело 114 становника. Насеље се налази на надморској висини од 309 м.